# Bucó
A bucó (Zingel) a sugarasúszójú halak (Actinopterygii) osztályának a sügéralakúak (Perciformes) rendjébe, ezen belül a sügérfélék (Percidae) családjába tartozó nem.

## Előfordulásuk
A bucók Európa folyóiban és patakjaiban élnek. Vannak nagyobb elterjedésű fajok, mint például a német bucó és nagyon kis területtel rendelkező fajok is, mint amilyen a Rhône-vidéki bucó.
Az élőhelyeik elvesztése miatt, azonban veszélyeztetett fajoknak számítanak.

## Megjelenésük
A halak nyújtott és vékony teste fajtól függően 15 - 30 centiméter hosszú lehet; a magyar bucó ritkán eléri az 50 centiméteres hosszúságot is. Testtömegük körülbelül 100 gramm. Az úszóhólyagjaik teljesen visszafejlődtek. E lapított testalkatú halak rejtőszíneket viselnek, hogy beleolvadjanak a környezetükbe.

## Életmódjuk
A kavicsos talajú, sekély, de erős sodrású vizeket kedvelik. Éjszaka aktívak és a fenék közelében tartózkodnak. Táplálékuk férgek, apró puhatestűek, kis rákok, rovarlárvák, halikra és kisebb halak.

## Szaporodásuk
Az ívási időszakuk tavasszal van. Az ikrákat kis gödrökbe rakják le.

## Rendszerezés
A nembe az alábbi 4 faj tartozik:
- Rhône-vidéki bucó (Zingel asper) (Linnaeus, 1758)
- balkáni bucó (Zingel balcanicus) (Karaman, 1937)
- német bucó (Zingel streber) (Siebold, 1863)
- magyar bucó (Zingel zingel) (Linnaeus, 1766)

## Fordítás
- Ez a szócikk részben vagy egészben  a   Zingel című angol Wikipédia-szócikk fordításán alapul.  Az eredeti cikk szerkesztőit annak laptörténete sorolja fel. Ez a jelzés csupán a megfogalmazás eredetét és a szerzői jogokat jelzi, nem szolgál a cikkben szereplő információk forrásmegjelöléseként.